# Ruinas de la Capilla de los Benavides (Baeza)

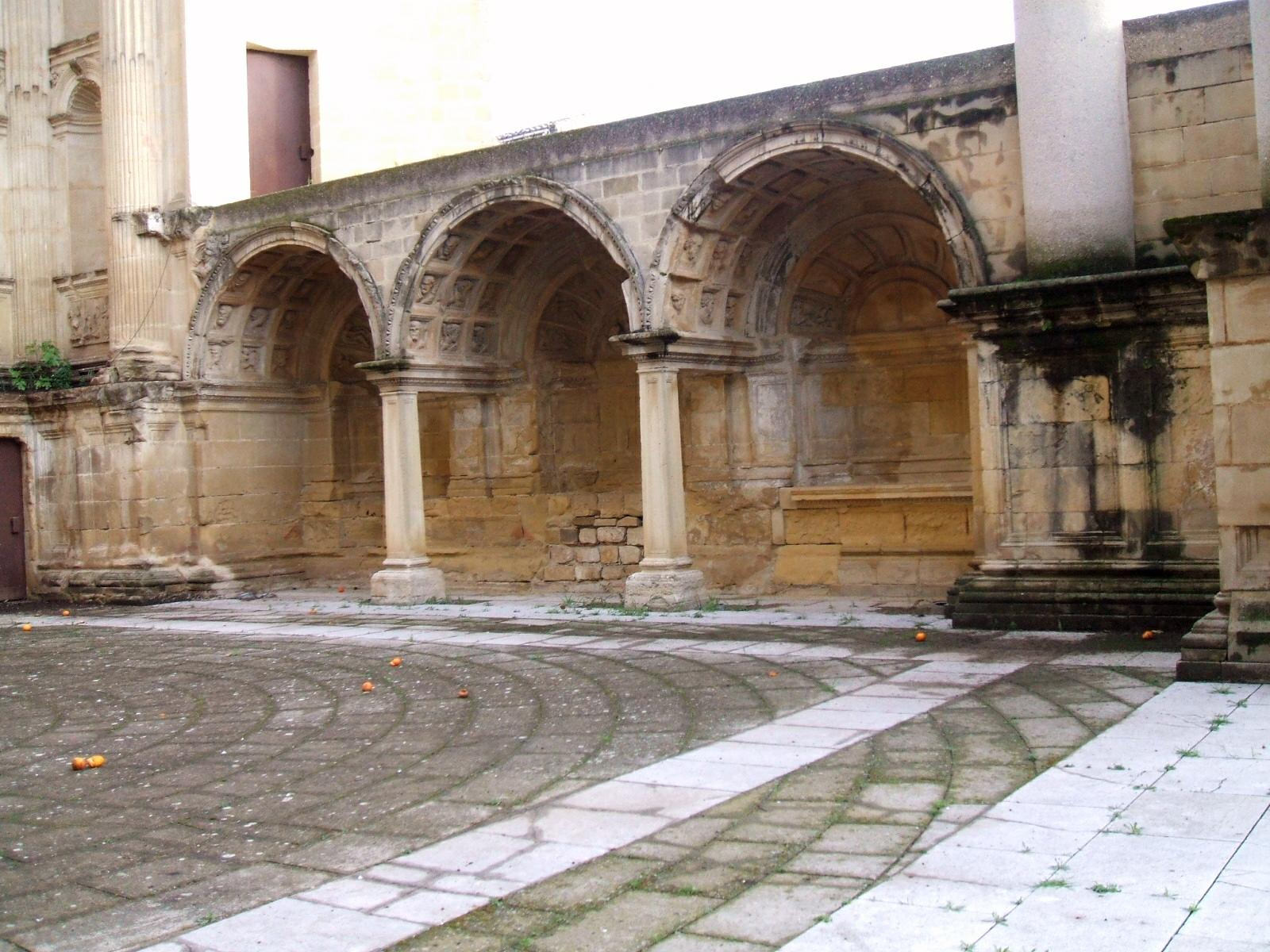
Arcos de sustentación del presbiterio en la capilla de los Benavides

Las actuales ruinas de la capilla de los Benavides en la ciudad de Baeza son los restos de la capilla mayor de la iglesia del convento de frailes menores de San Francisco. Se había fundado en 1538, según acuerdo con la comunidad monástica, como capilla funeraria del linaje de los Benavides; su arquitectura fue trazada por Andrés de Vandelvira y se apunta a Esteban Jamete como autor de su escultura decorativa. La capilla quedó arruinada a principios del siglo XIX a causa de un terremoto seguido por desastrosos temporales y finalmente por el saqueo de las tropas napoleónicas. Vendida, al igual que el resto del convento con ocasión de la Desamortización de Mendizábal, su espacio acabó ocupado por viviendas y comercios que perduraron hasta que en los setenta del siglo XX vuelve a liberarse su solar. Su aspecto actual se debe a las obras ejecutadas en 1988, y en palabras de Molina Hipólito: 

lo que aún puede verse, da una idea de lo que debió ser la obra más interesante de Andrés de Vandelvira, considerada justamente como modelo del Renacimiento andaluz.

Forma parte del conjunto monumental renacentista de Baeza, que junto con el de Úbeda, fue declarado Patrimonio de la Humanidad por la Unesco en 2003.

## Fundación
La escritura fundacional fue otorgada en 1538 por D. Diego Valencia de Benavides y su esposa doña Leonor de Guzmán y Mendoza. El primero era el segundo hijo de los fundadores del palacio de Jabalquinto, siendo su cónyuge hija del tercer duque de Medina Sidonia. Se daba inicio así en la ciudad a la construcción de un tercer convento franciscano, tras haber pasado esta comunidad por otros dos emplazamientos anteriores. 
Desde el punto de vista social, la fundación baezana se considera una réplica de Benavides a la Sacra Capilla de El Salvador que el Secretario de Estado, Francisco de los Cobos, estaba edificando en Úbeda como monumento funerario para su linaje. El mismo hecho, desde el punto de vista artístico, constituyó para Andrés de Vandelvira la oportunidad de expresar libremente su genio sin verse obligado a seguir, como había sido el caso en El Salvador ubetense, un proyecto anterior de Diego de Siloé. 

## Descripción

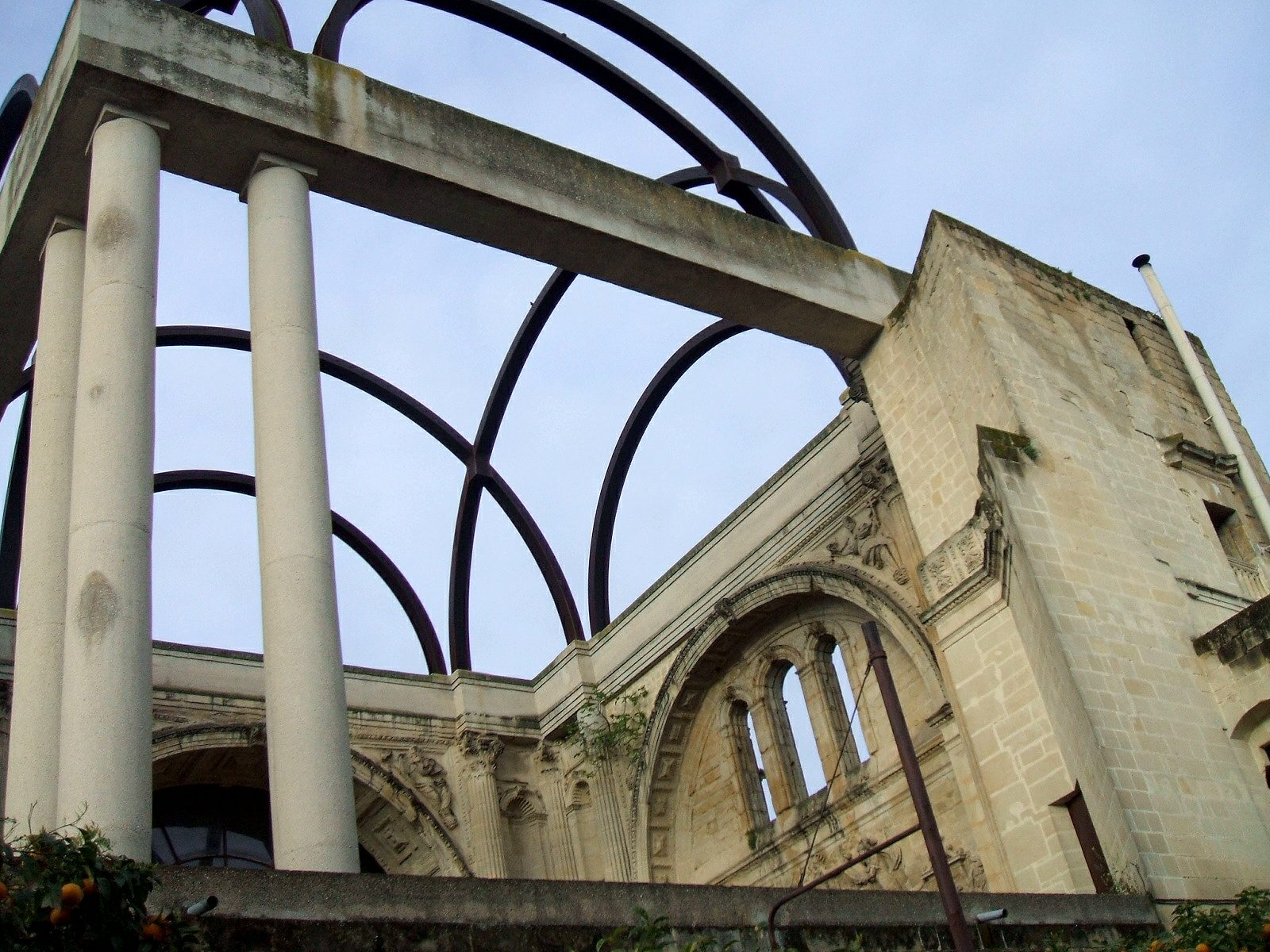
Arcos que recuerdan la estructura que tuvo la bóveda de la capilla de los Benavides

Desaparecida la gran bóveda cruzada, que en análisis de Fernando Chueca Goitia elevaba esta capilla a la cumbre de la obra de Vandelvira, solo se conservan el lateral del lado del evangelio y las capillas bajas que sustentaban el altar mayor. En 1988, junto con la nueva solería, se añadieron los pilares de cemento y el entablamento necesarios para sustentar los arcos de acero que hoy ayudan a imaginar la grandiosidad que tuvo esta construcción, y que en palabras de Alonso de Vandelvira “... es la mejor capilla particular y más bien ordenada y adornada que hay en nuestra España”.
José Molina Hipólito describe así las estructuras aún en pie:

El retablo lateral, de piedra, se halla enmarcado por altísimas columnas corintias (imperfección evidente pero explicable por la solución que daría a la gran bóveda baída de su cubierta) y hornacinas que sólo conservan una imagen; va cerrado por un enorme arco acasetonado en el intradós, que descansa sobre pilastras. En la parte baja, tres nichos entre columnas corintias y, sobre los laterales, más bajos, dos magníficos relieves representando la Adoración de los Reyes y la de los Pastores: encima, un gran escudo en manto con dos soberbios guerreros romanos por tenantes y más arriba una ventana triple. 
Del paramento del altar mayor sólo queda la parte inferior constituida por tres capillas con bóvedas de casetones estupendamente decorados con cabezas; sobre estas capillas se situaba el altar mayor.

Debido seguramente a que su lamentable estado de conservación no permite hacer afirmaciones incontrovertibles, omite Molina Hipólito que la bóveda de horno del nicho central parece estar decorada con un relieve de la resurrección de Cristo, muy en consonancia con el carácter funerario de la capilla. Precisamente el creciente deterioro de las ruinas, debido a la incapacidad de la intervención de 1988 para ofrecerles protección, ha hecho afirmar a Juan Cruz Cruz:

Es de lamentar la mala conciencia histórica y estética que se ha tenido al "restaurar" la iglesia de San Francisco: concretamente la magnífica capilla de los Benavides ha quedado doblemente expuesta a los agentes atmosféricos y a la inevitable erosión de una piedra que se deteriora por momentos.